# Alnus subcordata
Alnus subcordata (C.A.Mey., es una especie de árbol perteneciente a la familia de las betuláceas.

## Distribución geográfica
Alder del Cáucaso es una especie  nativa de las zonas templadas de Irán y el Cáucaso.

## Descripción
Se trata de un árbol caducifolio que alcanzó los 15–25 m de altura, estrechamente relacionado con el alisio italiano  (Alnus cordata), con similares hojas de color verde brillante,  cordiformes de 5–15 cm de largo. Las flores están separadas, las masculinas muy delgadas de 8–15 cm de largo, y las femeninas pequeñas, madura en un cono leñoso con las frutas de 2–3 cm de largo que contiene numerosas pequeñas semillas aladas.

## Usos
Su madera se emplea en la producción de papel. Tiene un valor calorífico de cerca de 4,6 cal / g.

## Taxonomía
Alnus subcordata fue descrito por Carl Anton von Meyer  y publicado en Verzeichness der Pflanzen des Caspischen Meeres 43. 1831.
Etimología
Alnus: nombre genérico del latín clásico para este género.
subcordata: epíteto latíno que significa "con forma de corazón"
Sinonimia
- Alnus cordata var. tschmela Sommier & Levier
- Alnus cordifolia var. subcordata (C.A.Mey.) Regel
- Alnus cordifolia var. villosa Regel
- Alnus subcordata var. villosa (Regel) H.J.P.Winkl.
- Alnus tiliifolia K.Koch[4][5][6]